# Wisseloordmetrobrug
De Wisseloordmetrobrug (brug 1627) is een bouwkundig kunstwerk in Amsterdam-Zuidoost.
Het bouwwerk bestaande uit twee enkelvoudige metroviaducten werd in de periode 1978-1982 aangelegd voor de Amsterdamse Metrolijn 54, toen nog als onderdeel van de Oostlijn Geinlijn geheten. Sinds 1997 rijdt de metrolijn 50 ook over het viaduct. Het ontwerp was afkomstig van Sier van Rhijn en Ben Spängberg van de Dienst de Publieke Werken, die alle kunstwerken etc. voor die lijn verzorgden. Anders dan andere viaducten in de metrolijn werd dit viaduct pas later gebouwd, toen de metro hier haar definitieve eindhalte kreeg. Van Rhijn en Spängberg gaven voor die lijn een totaalconcept af, kunstwerken en stations lijken uiterlijk dan ook sprekend op elkaar. De architecten wonnen er de betonprijs mee. Kenmerkend zijn de balustrades bestaande uit schildachtige elementen, hier geel geschilderd. De brugpijlers wijken hier af van de vorm die ze “normaliter” (T-vorm) hebben in de Metrolijn 54.
De naam van het viaduct kwam pas weer veel later. Vanaf 2016 is de gemeente Amsterdam bezig kunstwerken een naam te geven om opgenomen te worden in de Basisadministratie Adressen en Gebouwen, zodat ze eenvoudiger terug te vinden zijn; een brugnummer is daarvoor niet voldoende. Op 21 november 2017 besloot de gemeenteraad de meeste kunstwerken in de metrolijnen te vernoemen, meestal naar de onderliggende weg. Naamgever van brug 1627 werd het onderliggende Wisseloord, Wisseloordpad en Wisseloordplein. Zij zijn op 3 juni 1982 vernoemd Wisseloord, een herenhuis nabij ’s Gravenland/Hilversum.
In het oostelijk landhoofd is de westelijk in- en uitgang verwerkt van Metrostation Gein. Naast het spoorviaduct ligt brug 1373 voor verkeer. Ten zuiden van het bruggenstelsel staat het beeld Haak en oog van Wendela Gevers Deynoot.

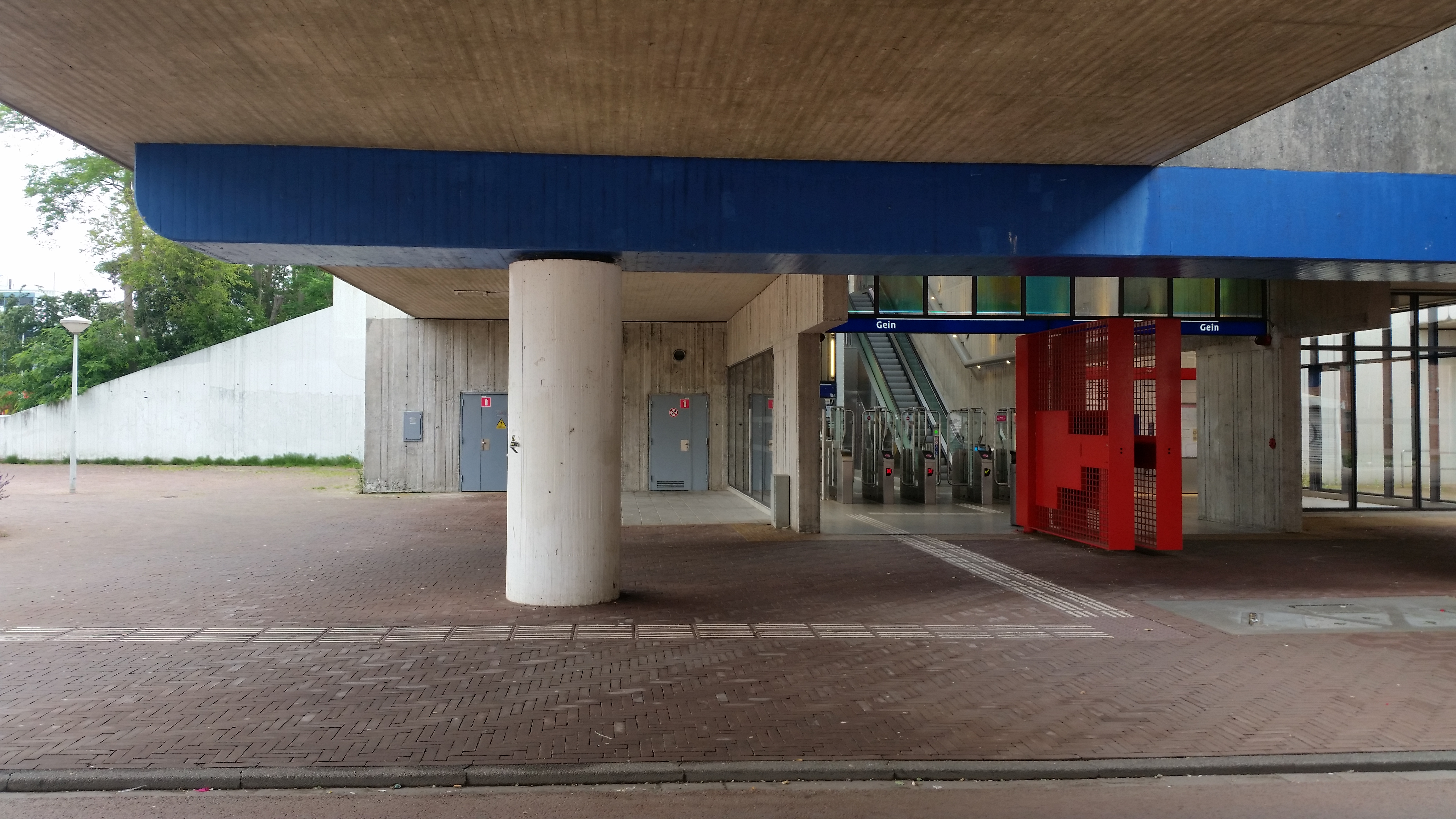
Brugpijler met stationsingang (juni 2020)

<<< · 1601 · 1602 · 1603 · 1604 · 1605 · 1606 · 1607 · 1608 · 1609 · 1610 · 1611 · 1612 · 1613 · 1614 · 1615 · 1616 · 1617 · 1618 · 1619 · 1620 · 1621 · 1622 · 1623 · 1624 · 1625 · 1626 · 1627 · 1629 · 1630 · 1633 · 1634 · 1635 · 1636 · 1637 · 1638 · 1639 ·  1640 · 1641 · 1642 · 1643 · 1644 ·  1645 · 1646 · 1647 · 1648 · 1649 · 1650 · 1651 · 1652 · 1653 · 1654 · 1655 · 1656 · 1657 · 1658 · 1659 · 1660 · 1661 · 1662 · 1663 · 1664 · 1695 · 1696 · 1697 · >>>
Brugnummers  1600, 1628, 1632, 1665-1694, 1698, 1699 zijn niet vergeven. Brug 1631 is in 2019 gesloopt.